# Brasiléia
Brasiléia – miasto w Brazylii, w stanie Acre, 234 km na południowy wschód od Rio Branco. W 2013 liczyło 22 899 mieszkańców.